# Aspásia
Aspásia este un oraș în São Paulo (SP), Brazilia. 